# Quetzalia schiedeana
Quetzalia schiedeana är en benvedsväxtart som först beskrevs av Ludwig Eduard Theodor Loesener, och fick sitt nu gällande namn av Lundell. Quetzalia schiedeana ingår i släktet Quetzalia och familjen Celastraceae. Inga underarter finns listade.